# Spec Ops: The Line
Spec Ops: The Line est un jeu vidéo de tir en vue à la troisième personne sorti le 29 juin 2012 en Europe. Développé par le studio Yager Development et distribué par 2K Games, le jeu est le dixième opus de la franchise Spec Ops ainsi qu'un reboot. Le titre propose un mode solo ainsi qu'un mode multijoueurs et est disponible sur Windows, Xbox 360 et PlayStation 3.
L'histoire prend place dans la ville de Dubaï dévastée par une série de tempêtes de sable. Le joueur incarne le capitaine Martin Walker, chef de la Delta Force composée du premier lieutenant Alphonso Adams et du sergent-chef John Lugo, qui est envoyé à Dubaï par l'Armée de terre des États-Unis avec son équipe après la captation d'un signal radio de la part du colonel John Konrad qui était resté avec le 33e régiment d'infanterie dans la ville pour aider les civils, sans donner de nouvelles pendant six mois. La particularité de ce jeu est que le joueur se retrouve plongé dans les horreurs que peuvent induire une guerre. Armes chimiques, dégâts collatéraux sur les civils, enlisement ou encore la perte de discernement sont les thèmes.
En janvier 2024, la commercialisation de Spec Ops: The Line est arrêtée et le jeu devient introuvable sur les plateformes de vente.

## Synopsis
La ville de Dubaï est dévastée par une série de tempêtes de sable. Censé être de retour d'Afghanistan, le colonel John Konrad (Bruce Boxleitner) et le 33e régiment d'infanterie de l'Armée de terre des États-Unis ont fait une opération de secours, défiant les ordres de l'armée d'abandonner la ville et ses réfugiés, désertant avec tout son bataillon.
Sans nouvelles depuis six mois, un signal radio qui tourne en boucle a été capté. Son message : « Ici le Colonel John Konrad, de l'armée américaine. La tentative d'évacuation de Dubai est un échec. Les pertes... trop nombreuses. ». Deux semaines plus tard, l'armée américaine décide d'envoyer en mission de reconnaissance l'équipe Delta Force menée par le capitaine Martin Walker (Nolan North) - qui a servi en Afghanistan avec Konrad et le voit comme un héros - et qui a pour membre le premier lieutenant Alphonso Adams (Christopher Reid (en)) ainsi que le sergent-chef John Lugo (Omid Abtahi).

## Système de jeu
Spec Ops: The Line est un jeu de tir à la troisième personne ou TPS avec un système de couverture similaire à un  Gears of War. Parallèlement, le joueur peut demander à son escouade d'éliminer des cibles ou d'effectuer un tir de suppression. Le joueur devra également faire face à son environnement en combattant à travers des tempêtes de sables ou en l'utilisant à son avantage en provoquant des avalanches de sables contre les ennemis présents.

## Développement

### Genèse du projet
Les différents jeux Spec Ops sortis entre la fin 1990 et le début 2000 ont fait des ventes faibles et ont reçu d'assez mauvaises critiques, causant l'arrêt de la production de la série. En 2003, Take-Two révèle dans son bilan financier que Rockstar Games travaillait sur la franchise mais en 2004 le projet a été annulé. Il a été révélé plus tard que Rockstar Vancouver s'occupait du projet et que Josh Homme, le chanteur du groupe Queens of the Stone Age, devait composer la musique du jeu.
De 2005 à 2009, la série a été rarement mentionnée, les droits appartenant à Take-Two. En 2006, le studio allemand Yager Development a proposé à l'éditeur 2K Games un jeu de tir en équipe avec de la couverture. Ces derniers ont rejeté certaines idées originales comme les soldats futuristes mais ont gardé le cadre de Dubai. 2K leur a dit que le projet devait être un jeu Spec Ops avec un thème militaire, leur promettant au passage qu'il aurait carte blanche. Le développement a commencé en 2007 avec la majorité des éléments fondateurs initiaux conservés. Bien que le jeu fasse partie de la franchise Spec Ops, l'équipe a choisi de se servir de nouvelles idées tout en évitant de reprendre certains éléments des précédents opus.

### Le travail sur la narration
Les développeurs se sont inspirés de plusieurs œuvres pour concevoir l'histoire du jeu. La mise en place et les fondations du jeu se basent sur le livre Au cœur des ténèbres, dont l'histoire révèle les changements qu'une personne traverse dans des temps chaotiques. La relation entre Walker et son équipe a été inspirée par la série d'HBO Generation Kill tandis que l'expérience de traumatisme d'après-guerre de Walker a été inspirée par le film L'Échelle de Jacob. L'histoire de la Tour de Babel a également servi d'inspiration. L'histoire devait être écrite par des écrivains allemands mais ils ont été remplacés par les américains, Richard Pearsey, qui a travaillé sur Section 8 de TimeGate Studios et Walt Williams, qui avait travaillé sur d'autres projets de 2K dont BioShock 2 et Mafia II. L'un des noyaux du jeu est la violence, mais l'équipe espérait que sa présence ne soit pas trop « insipide » ou excessive. Cela a mené l'équipe à se concentrer à écrire une histoire qui motiverait les joueurs à prendre des actions de leur propre chef. Pour Williams, plus le développement avançait, plus cela lui était inconfortable et difficile d'écrire à cause des différents thèmes sombre du jeu.
Le jeu a été conçu pour être un jeu de tir à la troisième personne pour que le joueur puisse voir les trois personnages changer et évoluer en plus de se différencier des autres jeu de tir à la première personne. Le jeu devait montrer de la narration uniquement grâce au gameplay, sans cinématique. Mais l'idée a été rejetée, les cinématiques permettant à la fois aux joueurs d'être plus connectés émotionnellement parlant et de créer des séquences dramatiques scriptées.
Bien que le personnage principal Martin Walker a été pensé pour être aussi simple que possible afin d'aider les joueurs à s'engager dans le jeu et de se rapporter à lui,, l'équipe lui a donné de la personnalité qui s'exprime grâce à son langage corporel et ses réactions durant les différentes confrontations afin que les joueurs puissent les partager. La Delta Force a été pensée pour laisser de l'espace au développement de ses membres. La transformation de la mentalité de la Delta Force sert d'important procédé narratif durant le jeu. Au fil du jeu, la propreté de leurs vêtements et leur façon de se parler entre eux change et aide à l'histoire,. Selon Williams, l'espoir était que les joueurs commencent le jeu avec peu d'expectation, ou en le considérant comme un jeu de tir / guerre déjà vu, puis en voyant la transformation des personnages, ils seraient choqués par la narration du jeu et seraient « engloutie par les ténèbres ». Pour rendre clair le processus de transformation des personnages, l'équipe a trouvé nécessaire de montrer leur personnalité dès le début, afin de créer un plus grand contraste. Le gameplay sert également la narration du jeu, les joueurs pouvant choisir d'exécuter ou non des ennemis,.
Williams croit que la plupart des jeux sur le marché ont échoué à créer une représentation correcte de l'expérience de la guerre ou à montrer les changements psychologiques des combattants après la guerre. Il ajoute que la guerre n'est pas aussi directe et immature comme dans plusieurs représentations de jeux de tir. En résulte un thème central du jeu qui tourne autour de l'aspect moral de la guerre. En se servant de ce thème, l'équipe espérait raconter une histoire et offrir une expérience réaliste, couvrant les changements mentaux des combattants pendant et après un conflit militaire similaire à la façon de faire de certains films des années 1970 et 1980, comme Platoon, Full Metal Jacket et Apocalypse Now qui ont transmis ces messages L'équipe avait l'intention de donner aux joueurs l'occasion de prouver qu'un jeu de tir peut également avoir une histoire décente capable de faire ressentir des émotions. Pour y arriver, l'équipe a simplifié l'histoire de base qui envoyait la Delta Force assassiner Konrad, qui était défini comme un « mégalomane ayant des délires messianiques », pour finalement faire une trame plus similaire à Heart of Darkness.
Spec Ops: The Line comporte plusieurs choix pour le joueur à prendre. Selon Williams, c'était un concept clé qui devait être présent dès le début du développement. Le jeu ne dispose pas de système de moralité, mais laisse aux joueurs le choix durant certaines scènes. Les conséquences de certains des choix ont été délibérément rendues incertaines afin de les rendre plus réalistes, encourageant ainsi les joueurs à explorer les autres options potentielles non directement présentes dans le jeu. Ces choix ont été inspirés par Fallout 3 et sont souvent entre « ce que le personnage sait et ce que le joueur voudrait peut être essayer ou faire ». Afin de les rendre plus réalistes, et qu'elles influencent davantage l'histoire, l'équipe a placé de nombreux choix moralement ambigus et des décisions « mauvaises ou pires ». Williams ajoute que des choix absolument bons ne sont pas pratiques et parfois n'existent pas dans le monde réel. Pour refléter cela, les séquences de combat forcent parfois le joueur à prendre des décisions en un fragment de seconde et à accepter les conséquences. Selon Williams, c'est parfois ce que les personnes font dans le monde réel et ils doivent « vivre avec » ces décisions. Il ajoute qu'il espère que les sentiments des joueurs soient différents après avoir fait ces choix, montrant que le jeu leur a donné l'opportunité d'examiner leurs propres émotions intérieures.
L'un des objectifs pour la narration du jeu était de dépeindre la guerre de façon différente de ses autres interprétations à la télévision ou dans la littérature. Un des autres objectifs était de faire questionner les joueurs sur le fait de tuer des personnages dans un jeu sous forme d'un divertissement. Pour ce faire, l'équipe a rendu les conseils apparaissant à l'écran lors des chargements de plus en plus agressifs, tandis que la narration globale du jeu a été pensée pour être « physiquement opposée », afin que les joueurs puissent se projeter sur le protagoniste, spécialement lorsqu'il doit faire des choix qui impliquent la mort d'innocents. Ils espéraient que les joueurs seraient en colère contre les développeurs pour les avoir « forcés » à tuer des civils dans le jeu. Beaucoup de débats au sein de l'équipe ont eu lieu regardant l'imagerie utilisée pour dépeindre les violences faites aux civils, beaucoup considérant cela comme excessif et non nécessaire.

## Accueil

### Critique
Le jeu a globalement été bien accueilli par la presse et les joueurs avec un score de 76 et 77 sur Metacritic.

### Commercial
Malgré la critique très positive de la presse et des joueurs, le jeu a été un échec commercial. Un an après sa sortie, le shooter de Yager aurait uniquement été écoulé à 770 000 exemplaires, insuffisant pour un titre qui aura occupé un studio à temps plein pendant près de 4 ans. Cela entraîna l'annulation d'un DLC solo prévu après le jeu ainsi que toute possibilité d'une éventuelle suite.

### Arrêt de commercialisation
En janvier 2024, le jeu est retiré des plateformes de vente et devient indisponible à l'achat. Son éditeur, 2K Games, explique cette disparition par l'arrivée à expiration de plusieurs licences commerciales, qui pourraient par exemple être liées à l'usage de certaines chansons dans la bande-son, comme l'hymne américain chanté par Jimi Hendrix.